# Голод у СРСР (1932—1933)
Голодомор у СРСР (1932—1933) — масовий голод у 1932—1933 роках в південно-західній частині СРСР, спричинений колективізацією. Найбільше постраждали Україна, Білорусь, Кубань, Надволжя (Поволжя) та Казахстан.
Явища голоду та Голодомору відрізняються між собою. Голод — це фізіологічний стан організму, зумовлений відсутністю необхідної норми хліба, калорій, овочів, інших продуктів харчування. Натомість Голодомор передбачає не просто поширення голоду, а й використання спеціальних заходів з масового знищення людей у штучно створених соціально-територіальних резерваціях:
- конфіскація всіх продуктів харчування, режим «чорних дошок»,
- унеможливлення виїзду за хлібом до інших регіонів,
- позбавлення їжі непрацездатних і безробітніх,
- дозоване харчування зайнятих на польових роботах колгоспників,
- форми і методи так званої хлібозаготівлі.
- відсутність належної допомоги голодуючим з боку держави та неприймання допомоги з-за кордону.

Офіційне визначення «хлібозаготівлі», яке траплялося у багатьох постановах партійно-радянських органів влади, не можна сприймати дослівно, бо тоді це були не буденні акції з метою подальшого продовольчого забезпечення населення. Насправді відбувалися відверті реквізиції, цілеспрямоване застосування індивідуальних і групових форм «судових репресій» проти основних виробників зерна, свідомі дії влади для позбавлення про довольства великих груп людей — дітей, осіб похилого віку, колгоспників і селян-одноосібників.
Масовий голод також сприяв поширенню неінфекційних та інфекційних хвороб, які разом з голодом спричинювали масову смертність людей, що також підтверджується радянськими документами.

## Причини голоду
Хоча історія Російської імперії та СРСР засвідчила чимало голодних років, зокрема 1891—1892 та 1921—1922, в той же час, як відмічає історик В. В. Кондрашин 
|  | своєрідність голоду 1932—1933 років полягає в тому, що це був перший у її історії «організований голод», коли суб'єктивний, політичний чинник виступив вирішальним і домінував над усіма іншими. … У комплексі причин, що викликали його, був відсутній природний фактор, як рівноцінний іншим, характерний для голодів 1891—1892, 1921—1922, 1946—1947 років. У 1932—1933 роках не спостерігалося природних катаклізмів, подібних великим посухам 1891, 1921, 1946 роківОригінальний текст (рос.) [своеобразие голода 1932—1933 годов заключается в том, что это был первый в ее истории „организованный голод“, когда субъективный, политический фактор выступил решающим и доминировал над всеми другими. … В комплексе вызвавших его причин отсутствовал природный фактор, как равноценный другим, характерный для голодов 1891—1892, 1921—1922, 1946—1947 годов. В 1932—1933 годах не наблюдалось природных катаклизмов, подобных великим засухам 1891, 1921, 1946 годов».] Помилка: {{Lang}}: текст вже має курсивний шрифт (допомога) |

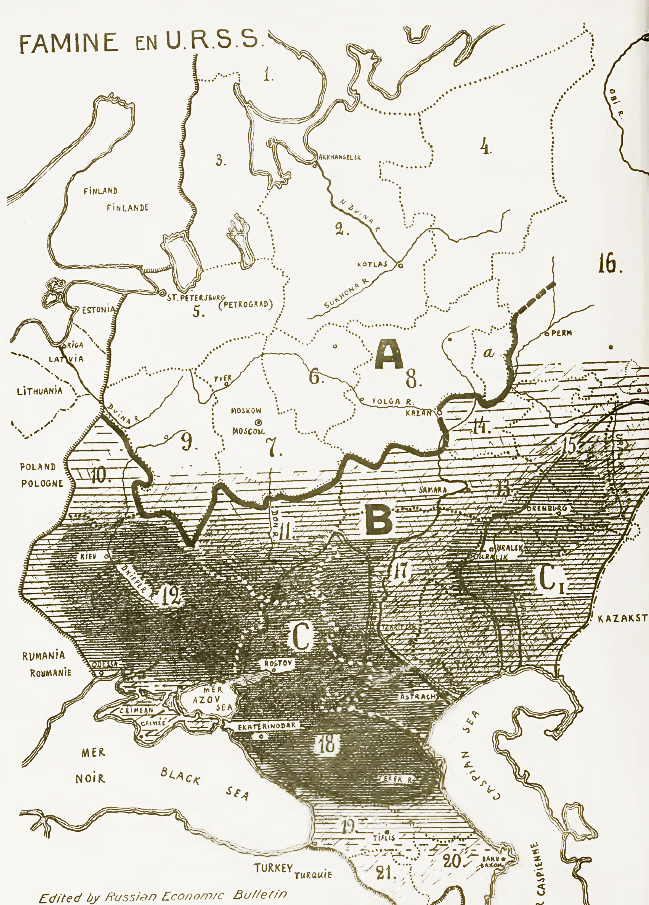
Мапа головних районів голоду в СРСР. Українців виморювали голодом на їхній етнічній території. Що густіше штрихування — тим сильніше розміри лиха. A — райони споживчої смуги, B — райони виробничої смуги. C — українська етнічна територія Малиновий Клин, C1 — українська етнічна територія Жовтий Клин.

### Колективізація
З 1927—1929 роках радянське керівництво починає розробляти комплекс заходів щодо переходу до суцільної колективізації сільського господарства. Навесні 1928 Наркомземом і Колхозцентром РРФСР був підготовлений проєкт п'ятирічного плану з колективізації селянських господарств, згідно з яким до 1933 р. передбачалося об'єднати в колгоспах 1,1 млн господарств (близько 4 %). У Резолюції пленуму ЦК ВКП (б) від 10 липня 1928 р. «Політика хлібозаготівель у зв'язку із загальним господарським становищем» вказувалося, що, «незважаючи на досягнення 95 % довоєнної норми посівних площ товарний вихід зернового виробництва ледь перевищує 50 % довоєнної норми». У процесі доопрацювання цього плану відсоток колективізації змінювався в більшу сторону, і в затвердженому навесні 1929 п'ятирічному плані передбачалася вже колективізація 4-4,5 млн селянських господарств (16-18 %).
З переходом восени 1929 р. до суцільної колективізації партійно-державне керівництво країни приступило до вироблення нової політики на селі. Намічені високі темпи колективізації передбачали, зважаючи на непідготовленість як основних мас селянства, так і матеріально-технічної бази сільського господарства, такі методи та засоби впливу, які б змушували селян вступати в колгоспи. Такими засобами були: посилення податкового пресу на одноосібників, мобілізація пролетарських елементів міста і села, партійно-комсомольського та радянського активу на проведення колективізації, посилення адміністративно-примусових і репресивних методів впливу на селянство, і в першу чергу на його заможну частину.
3 січня Політбюро ЦК ВКП (б) був представлений проєкт постанови ЦК ВКП (б) про темпи колективізації і заходи допомоги держави колгоспному будівництву, який передбачав скорочення термінів колективізації в найважливіших зернових районах (Середня і Нижня Волга, Північний Кавказ) до 1-2 років, для інших зернових районів — до 2-3 років, для найважливіших районів споживчої смуги та інших сировинних районів — до 3-4 років. 4 січня 1930 цей проєкт постанови був відредагований Сталіним та Яковлєвим. У ньому були скорочені терміни колективізації в зернових районах, а щодо заможної частини селянства говорилося, що партія перейшла «від політики обмеження експлуататорських тенденцій куркульства до політики ліквідації куркульства як класу». 5 січня 1930 проєкт постанови ЦК ВКП (б) «Про темп колективізації і заходи допомоги держави колгоспному будівництву» був затверджений на засіданні Політбюро і 6 січня опубліковано в «Правді».
На думку деяких дослідників, цим були створені всі передумови не тільки для економічних, але й для політичних і репресивних заходів впливу на селянство.

### Хлібозаготівлі
Згідно з дослідженнями доктора історичних наук В. Кашина, у ряді регіонів РРФСР і, зокрема, у Поволжі масовий голод був створений штучно і виник «не через суцільну колективізацію, а в результаті примусових сталінських хлібозаготівель». Зокрема, у Поволжі, в умовах ослабленого розкуркуленням і масовою колективізацією села, позбавленого тисяч хліборобів-одноосібників, які зазнали репресій, комісія ЦК ВКП (б) з питань хлібозаготівель на чолі з секретарем ЦК партії П. П. Постишевим постановила вилучити запаси хліба в одноосібників і хліб, зароблений працівниками колгоспу. Фактично в умові загроз репресіями та шантажу голови колгоспів і керівники сільських адміністрацій були змушені передавати в рамках хлібозаготівлі практично всі обсяги виробленого і наявного в запасах хліба. Дані заходи лишали регіон запасів продовольства і призводили до масового голоду. Аналогічні заходи були вжиті В. М. Молотовим і Л. М. Кагановичем в Україні та на Північному Кавказі, що викликало відповідні наслідки — голод і масову смертність серед населення
Вже в 1928—1929 роках хлібозаготівлі проходили з великим напруженням. З початку 30-х років ситуація ще більше загострилася. Об'єктивні причини, якими була викликана необхідність хлібозаготівель:
- Зростання чисельності населення міст і промислових центрів (з 1928 по 1931 міське населення зросло на 12,4 млн);
- Розвиток промисловості, зростання промислових потреб в сільськогосподарській продукції;
- Поставки зерна на експорт з метою отримання коштів для закупівлі західної машинобудівної продукції.

Для задоволення цих потреб в той час необхідно було мати 500 млн пудів хліба щорічно. Валові ж збори зерна в 1931—1932 рр.., навіть за офіційними даними, в порівнянні з попередніми роками були значно нижчими.
Ряд зарубіжних дослідників (М. Таугер, С. Уіткрофт, Р. Девіс і Дж. Купер), ґрунтуючись на офіційних даних про валові збори зерна в 1931—1932 років, відзначають, що їх слід вважати завищеними. Для оцінки врожаю у ті роки став визначатися не реальний збір зерна, а видова (біологічна) врожайність. Така система оцінки завищувала істинний урожай не менше, ніж на 20 %. Тим не менше, виходячи з неї, встановлювалися плани хлібозаготівель, які щорічно зростали. Якщо в 1928 р. частка хлібозаготівель становила 14,7 % валового збору, у 1929 р. — 22,4 %, в 1930 р. — 26,5 %, то в 1931 р. — 32,9 %, а в 1932 р. — 36,9 % (за окремими регіонами див. Табл. 1).
Врожайність зернових же скорочувалася (див. Табл. 2). Якщо в 1927 р. у середньому в СРСР вона становила 53,4 пуд. з гектара, то в 1931 році вже 38,4 пуд. з гектара. Тим не менше, заготівлі хліба росли з року в рік (див. Табл. 3).
У результаті того, що план хлібозаготівель у 1932 р. був складений на ґрунті попередніх даних про більш високий врожай (який у реальності був у двічі-тричі меншим), а партійно-адміністративне керівництво країни вимагало неухильного дотримання цього плану, на місцях почалося фактично повне вилучення зібраного хліба у селян.

### Усуспільнення худоби
Деякі дослідники однією з причин виникнення голоду вважають, що політика примусового усуспільнення викликала у відповідь реакцію селянства — масовий забій худоби у тому числі й робочої в 1928—1931 році. З осени 1931 кількість худоби в одноосібників значно скоротилося і спад почав відбуватися за рахунок колгоспного і радгоспного стада — брак кормів чи умов утримання та безвідповідальність колгоспів.
Значною мірою поглибленню кризи сприяло прийнята 30 липня 1931 постанова ЦК ВКП (б) та РНК СРСР «Про розгортання соціалістичного тваринництва», яка передбачала створення тваринницьких ферм у колгоспах.
Цією постановою, зокрема, пропонувалося передавати для колгоспних ферм худобу із числа тих, що надійшли до м'ясозаготівель. Передбачалося організувати покупку у колгоспників молодняку для громадського тваринництва колективних господарств. На практиці це призвело до того, що худоба стала усуспільнюватись в примусовому порядку, що призвело до його масового забою і розпродажу.
Усуспільнена худоба через відсутність корму та пристосованих приміщень гинула. Про те, що це стало масовим явищем і про те, що влада прагнула виправити таке нетерпиме становище, свідчить Постанова ЦК ВКП (б) від 26 березня 1932 р. «Про примусове усуспільнення худоби», засудити цю порочну практику на місцях.
Декретом (23 вересня 1932 р.) «Про м'ясозаготівлі» з початку наступного місяця почалося вручення колгоспам, колгоспним дворах і одноосібним господарствам «що мають силу податку» зобов'язань з постачання (здачі) м'яса державі.
На думку деяких авторів, така політика усуспільнення худоби та м'ясозаготівель призвела до ще більшого скорочення поголів'я тваринництва в 1932 р. (у порівнянні з 1931 р. кількість великої рогатої худоби зменшилося на 7,2 млн голів, овець та кіз — на 15,6 млн, свиней — на 2,8 млн і коней — на 6,6 млн голів). У контексті виявлення причин голоду найбільш суттєвим, на думку цих авторів, є вилучення худоби з особистих господарств одноосібників та особистих «підсобних» господарств колгоспників, що істотно скорочувало «продовольчу» базу, вже настільки значно скорочену заготівлями зерна. Особливо суттєве значення це мало для Казахстану, населення якого займалося переважно тваринництвом.
У зв'язку з цим ЦК ВКП (б) різко виступило із заявою, що «тільки вороги колгоспів можуть допускати примусове усуспільнення корів і дрібної худоби в окремих колгоспників», це «не має нічого спільного з політикою партії», що "завдання партії полягає в тому, щоб у кожного колгоспника були своя корова, дрібна худоба, птиця ". У відповідній постанові пропонувалося негайно: "1) припинити всякі спроби примусового усуспільнення корів і дрібної худоби у колгоспників, а винних у порушенні директиви ЦК виключати з партії; 2) організувати допомогу і сприяння колгоспникам, що не мають корови або дрібної рогатої худоби в покупці і вирощуванні молодняка для особистих потреб ".

## Репресії стосовно сільського населення
Селяни, які чинили опір повному вилученню продуктів піддавалися різним репресіям. Ось як їх описує Михайло Шолохов в листі до Сталіна від 4 квітня 1933 р.

….
Але виселення — це ще не найголовніше. От перерахування способів, за допомогою яких видобуто 593 т хліба:
1. Масові побиття колгоспників та одноосібників.
2. Саджання «в холодну». «Є яма?» — «Ні». — «Іди, сідай в комору!» Колгоспника роздягають до білизни і босого садять у комору або сарай. Час дії — січень, лютий, часто в комори саджали цілими бригадами.
3. У Ващаївському колгоспі колгоспницям обливали ноги і подоли спідниць гасом, запалювали, а потім гасили: «Скажеш, де яма! Знову підпалю!» У цьому ж колгоспі допитуваних клали в яму, до половини закопували і продовжували допит.
4. У Наполовському колгоспі уповноважений РК, кандидат у члени бюро РК, Плоткін при допиті примушував сідати на розпечену лежанку. Посаджений кричав, що не може сидіти, гаряче, тоді під нього лили з кухля воду, а потім «Прохолода» виводили на мороз і замикали в комору. З комори знову на плиту і знову допитують. Він же (Плоткін) примушував одного одноосібника стрілятися. Дав в руки наган і наказав: «Стріляй, а ні — сам застрелю!» Той почав спускати курок (не знаючи того, що наган розряджений), і, коли клацнув бойок, впав непритомний.
5. У Варваринському колгоспі секретар осередку Анікєєв на бригадних зборах змусив усю бригаду (чоловіків і жінок, що палять і некурящих) курити махорку, а потім кинув на гарячу плиту стручок червоного перцю (гірчиці) і наказав не виходити з приміщення. Цей же Анікєєв і ряд працівників агітколони, командиром якої був кандидат у члени бюро РК Пашинський, при допитах у штабі колони примушували колгоспників пити у величезній кількості воду, змішану з салом, з пшеницею і з гасом.
6. У Лебяженському колгоспі ставили до стінки і стріляли повз голови допитуваного з дробовиків.
7. Там же: закочували у ряднину і топтали ногами.
8. У Архиповському колгоспі двох колгоспниць, Фоміну і Краснову, після нічного допиту вивезли за три кілометри в степ, роздягли догола на снігу і пустили, наказавши бігти до хутора риссю.
9. У Чукарінському колгоспі секретар осередку Богомолов підібрав 8 чол. демобілізованих червоноармійців, з якими приїжджав до колгоспника — підозрюваного в крадіжці — у двір (вночі), після короткого опитування виводив на тік або в леваду, шикував свою бригаду і командував «вогонь» по зв'язаному колгоспнику. Якщо грабунок інсценуванням розстрілу не визнавався, то його, б'ючи, кидали в сани, вивозили в степ, били дорогою прикладами гвинтівок і, вивізши в степ, знову ставили і знову проробляли процедуру, передуючу розстрілу.
9. У Кружілінському колгоспі уповноважений РК Ковтун на зборах 6 бригади запитує у колгоспника: «Де хліб закопав?» — «Не закопував, товаришу!» — «Не закопував? А, ну, висовувай язик! Стій так!». Шістдесят дорослих людей, радянських громадян, за наказом уповноваженого по черзі висовують язики і стоять так, стікаючи слиною, поки уповноважений протягом години вимовляє тим, хто картає язика. Таку саму штуку проробив Ковтун і в 7 та у 8 бригадах; з тією тільки різницею, що в тих бригадах він крім висовування язиків примушував ще ставати на коліна.
10. У Затонському колгоспі працівник агітколонни бив допитуваних шаблею. У цьому ж колгоспі знущалися над сім'ями червоноармійців, розкриваючи дахи будинків, розвалюючи печі, примушуючи жінок до співжиття.
11. У Солонцовському колгоспі в приміщення комсоду внесли людський труп, поклали його на стіл і в цій же кімнаті допитували колгоспників, погрожуючи розстрілом.
12. У Верхньо-Чирському колгоспі комсодчікі ставили допитуваних босими ногами на гарячу плиту, а потім били і виводили, босих же, на мороз.
13. У Колундаєвському колгоспі роззутих добоса колгоспників змушували по три години бігати по снігу. Обморожених привезли до Базковскую лікарню.
14. Там же: допитуваному колгоспникові надягали на голову табурет, зверху прикривали шубою, били і допитували.
15. У Базковському колгоспі при допиті роздягали, напівголих відпускали додому, з півдороги повертали, і так по декілька разів.
16. Уповноважений РВ ОГПУ Яковлєв з оперативною групою проводив у Верхньо-Чирському колгоспі збори. Школу топили до одуріння. Роздягатися не наказували. Поруч мали «прохолодну» кімнату, куди виводили із зборів для «індивідуальної обробки». Ті, що проводили збори, змінювалися, їх було 5 чол., але колгоспники були одні й ті ж … Збори тривали без перерви більше доби.
Приклади ці можна нескінченно помножити. Це — не окремі випадки перегинів, це — узаконений в районному масштабі — «метод» проведення хлібозаготівель. Про ці факти я небудь чув від комуністів, або від самих колгоспників, які випробували всі ці «методи» на собі і після приходили до мене з проханнями «прописати про це в газету».
Чи пам'ятаєте Ви, Йосипу Віссаріоновичу, нарис Короленка «в заспокоєнні селі?» Так ось отаке «ісчезаніе» було зроблено не над трьома запідозреними в крадіжці у куркуля селянами, а над десятками тисяч колгоспників. Причому, як бачите, з багатшим застосуванням технічних засобів і з більшою витонченістю.
Аналогічна історія відбувалася і в Верхньо-Донському районі, де особливо-уповноваженим був той же Овчинников, який є ідейним натхненником цих страшних знущань, що відбувалися в нашій країні і в 1933 р.
… Обійти мовчанням те, що протягом трьох місяців творилося в Вешенському і Верхньо-Донському районах, не можна. Тільки на Вас надія. Вибачте за багатослівність листа. Вирішив, що краще написати Вам, ніж на такому матеріалі створювати останню книжку «Піднятої цілини».
С приветом М.Шолохов

Й. В. Сталін — М. О. Шолохову
6 травня 1933 г.
Дорогий товаришу Шолохов!
Обидва Ваші листи отримані, як Вам відомо. Допомога, яку вимагали, надана вже.
Для розбору справи прибуде до вас, у Вешенський район, т. Шкірятов, якому — дуже прошу Вас — надати допомогу.
Це так. Але це не все, т. Шолохов. Справа в тому, що Ваші листи виробляють дещо однобоке враження. Про це я хочу написати Вам кілька слів.
Я подякував Вам за листи, так як вони розкривають болячку нашої партійно-радянської роботи, розкривають те, як іноді наші працівники, бажаючи приборкати ворога, б'ють ненавмисно по друзях і докочуються до садизму. Але це не означає, що я в усьому згоден з Вами. Ви бачите один бік, бачите непогано. Але це тільки одна сторона справи. Щоб не помилитися в політиці (Ваші листи — не белетристика, а суцільна політика), треба оглянути, треба вміти бачити й інший бік. А інша сторона полягає в тому, що шановні хлібороби вашого району (і не тільки вашого району) проводили «італійку» (саботаж!) І не проти були залишити робітників, Червону армію — без хліба. Той факт, що саботаж був тихий і зовні нешкідливі (без крові), — цей факт не змінює того, що поважні хлібороби по суті справи вели «тиху» війну з радянською владою. Війну на змор, дорогий тов. Шолохов …
Звичайно, ця обставина в жодній мірі не може виправдати тих неподобств, які були допущені, як запевняєте Ви, нашими працівниками. І винні в цих неподобства повинні понести належне покарання. Але все ж ясно, як божий день, що шановні хлібороби не такі вже нешкідливі люди, як це могло б здатися здалеку.
Ну, на все добре і тисну Вашу руку.
Ваш Й. Сталін
РГАСПИ. Ф. 558. Оп. 11. Д. 827. Л. 1—22. Подлинник; Вопросы истории, 1994, № 3. С. 14-16, 22

Керівництво репресіями здійснювали дві надзвичайні комісії, які 22 жовтня 1932 Політбюро надіслало до України і Північного Кавказу з метою «прискорення хлібозаготівель». Одну очолював Молотов, іншу — Лазар Каганович, до складу останньої входив і Генріх Ягода.

## Оцінки масштабу голоду
Масштаби того, що трапилося можуть бути оцінені лише приблизно. Більшою мірою було уражено населення села, ніж міст, що пояснювалося заходами радянської влади з вилучення хліба в селі. Але і в містах було значне число голодних: звільнених з підприємств робітників, вичищені службовців, які отримали особливі паспорти, що не дають права на продовольчі пайки.
Загальні оцінки кількості жертв голоду 1932—1933, зроблені різними авторами, значно різняться і доходять до 8 млн осіб. За офіційною точкою зору Російської Федерація, ця цифра становить близько 7 млн чоловік
В Електронній версії Енциклопедії Британіка наводиться діапазон від 4 до 5 мільйонів етнічних українців загиблих у СРСР у 1932—1933 роках із загального числа жертв у 6-8 мільйонів.. При цьому у статті йдеться про те, що «Москва відмовлялася надавати допомогу навіть навесні коли був пік смертності», «СРСР експортував понад мільйон тонн продовольства під час голоду». Енциклопедія Брокгауз (2006) наводить дані втрат: від чотирьох до семи мільйонів чоловік.

Якщо радянська влада в зв'язку з голодом в 1921 році звернулась за допомогою до іноземних держав, то в 1932—1933 роках факт голоду замовчувався офіційною владою. Радянська влада здійснювала заходи фальсифікації причин смертей від голоду. Органам ЗАГСів було заборонено реєструвати смертність від голоду в районах голоду. Один із багатьох документів свідчить, що поширення інформації про голод вважалося поширенням чуток про голод і водночас було вказано притягнути до відповідальності тих, хто поширював ці чутки:
|  | д) наконец, РК обязаны немедленно разоблачить новый кулацкий маневр в борьбе против сбора семян, пускания слушков о голоде, найти организаторов и вдохновителей этого дела и привлечь их к строжайшей ответственности. |

4 жовтня 2016 р. в Київському національному університеті імені Тараса Шевченка відбулася міжнародна науково-практична конференція «Голодомор 1932—1933 років: втрати української нації». Ключовим питанням конференції була проблема демографічних втрат української нації під час Голодомору-геноциду 1932—1933 років, яка досі не вирішена в науці і залишається дискусійною. Попри те, що в українській історіографії, зокрема діаспорній, на підставі документів іноземних дипломатів і наукових розвідок дослідників, а також розсекречених останнім часом архівних документів, оприлюднених свідчень сучасників масштаби смертності внаслідок Голодомору оцінюються від 7 до 10 мільйонів осіб.

## Голодомор в Україні на тлі загальносоюзного голоду
В Україні Голодомор призвів до багатомільйоних людських втрат в сільській місцевості. Як зазначено в енциклопедії «Британіка», «традиційне етнічне українське село було практично знищено, а на його місце були завезені переселенці з Росії». 2006 року Верховна Рада України офіційно визнала Голодомор геноцидом українського народу.
В порівнянні з іншими регіонами СРСР, Голодомор в України набув найсуворіших масштабів (табл. 6). Так, у двох поволзьких краях, які охоплюють територію сучасних п'яти областей (Волгоградська, Оренбурзька, Пензенська, Самарська і Саратовська) сукупною площею 435 тисяч км²., від голоду померло, за розрахунками московського історика В. Кондрашина, 366 тисяч осіб. В Українській РСР, площа якої до 1939 року становила 450 тисяч км²., від голоду померло, відповідно до різних оцінок, близько 3.5 — 7 млн осіб.
В Україні і на Кубані у тих, хто не виконав хлібозаготівельного плану, тобто у переважної більшості селян, ці запаси продовольства були конфісковані. В результаті голод переріс у Голодомор. Такої конфіскації незернового продовольства, тобто терору голодом, в інших регіонах СРСР не спостерігалося. Отже, сталінська тоталітарна держава здійснювала масові репресії не тільки за соціально-класовими, а й за національними ознаками.

## Пам'ять

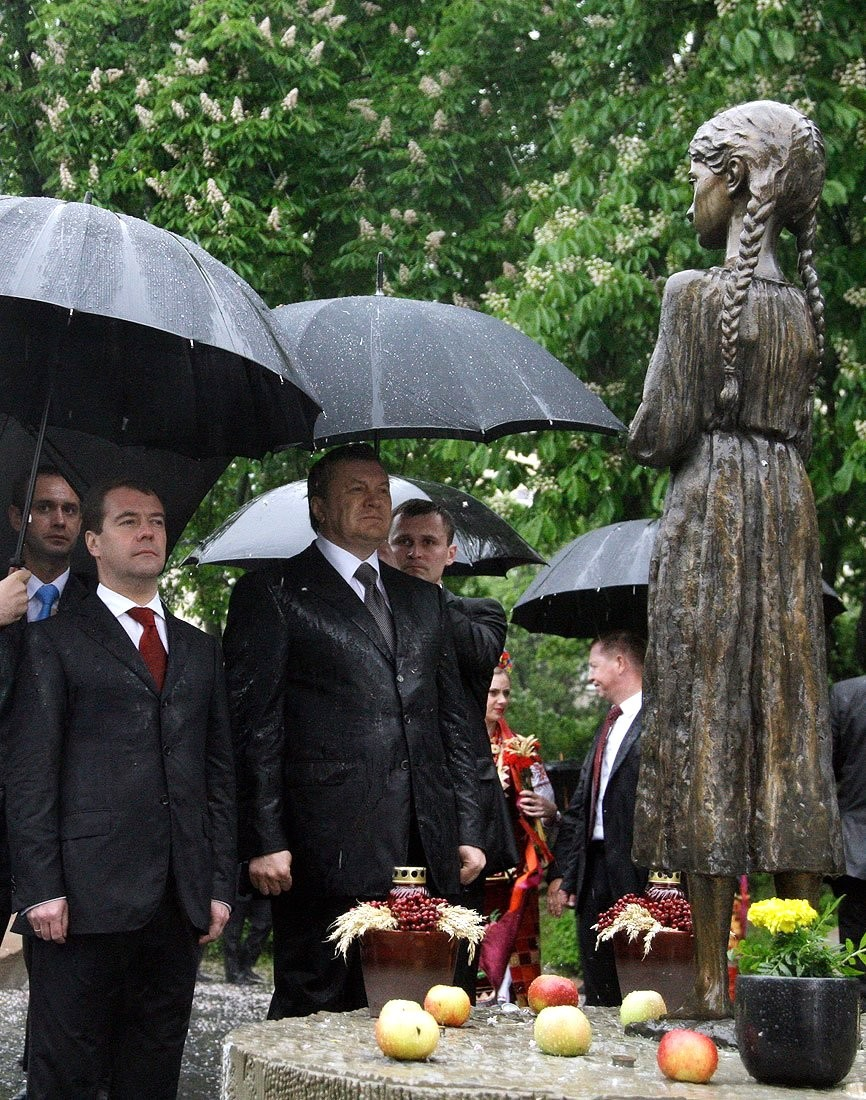
Президенти України і Росії Янукович і Медведєв ставлять свічки-лампадки до Національного меморіалу пам'яті жертв Голодомору. 17 травня 2010

Перший відомий меморіал пам'яті жертв «голоду-геноциду організованого радянським режимом з Москви» був встановлений в Едмонтоні, Канада в 1983 році з ініціативи української діаспори. З поваленням радянського режиму протягом 1990-х — 2000-х років ряд пам'ятників жертвам штучного голоду було відкрито в різних регіонах колишнього СРСР. Найбільша їх кількість знаходиться в Україні — це два великі меморіальні комплекси у Києві та Харкові, а також пам'ятники у Дніпрі, Одесі, Миколаєві, Кропивницькому, Луганську, Сумах, Черкасах, Коломиї та інших містах і селах. Четверта субота листопада в Україні визнана Днем пам'яті жертв голодоморів, цього дня щороку проводиться всеукраїнська акція «Запали свічку».
Пам'ятники жертвам Голодомору існують і в інших країнах. В Росії існує два пам'ятні знаки, присвячені безпосередньо жертвам голодомору — це стела на цвинтарі села Мала Сердоба Пензенської області та пам'ятник у центрі села. Також в місті Краснодар та станиці Шкурінській існують пам'ятники жертвам «репресій і голодомору». В Казахстані, країні, що втратила до 2 мільйонів людей в голодний рік існує закладний камінь в місті Алмати. Пам'ятники загиблим від голоду встановлені також у Західних країнах, окрім Едмонтону також в Калгарі, Вінніпегу, Віндзорі та інших містах
28 квітня 2010 року  Парламентська асамблея Ради Європи схвалила резолюцію про вшанування пам'яті загиблих в результаті голоду 1932—1933 років в Україні та інших республіках колишнього Радянського Союзу, вшанувавши пам'ять загиблих від голоду і засудивши жорстоку політику сталінського режиму. ПАРЄ також зазначила, що «в Україні, яка постраждала найбільше від насильницької колективізації, Голодомор був визнаний геноцидом рішенням Верховної Ради».